# Приговор неиспуњеног уговора
Приговор неиспуњеног уговора (exceptio non adimpleti contractus) обезбеђује право једне стране у уговору да испуни своју обавезу тек пошто је друга страна већ испунила своју или је спремна и способна да је испуни. Уколико једна страна захтева испуњавање обавезе а своју већ није испунила нити је спремна да је испуни друга страна може истаћи овај приговор којим се захтев одбија и суд доноси пресуду којим налаже обема странама да истовремено испуне своју обавезу.
Изузеци од истовремености испуњења, тј. обавеза једне стране да прва испуни своју обавезу може бити установљена уговором, законом или произаћи из природе посла.

## Услови истицања
- први и општи услов је да постоји пуноважан узајамни уговор између тужиоца и туженог
- потребно је да тужена страна није била дужна да прва испуни своју обавезу према тужиоцу
- обавеза тужиоца због чијег неиспуњења тужени приговара мора имати карактер противчинидбе, тј. главне обавезе из уговора
- потребно је да тужени остаје при уговору и да признаје своју обавезу, само одбија да је први испуни
- тужени мора имати пуноважно противпотраживање

## Делимично испуњење
Тужени може истаћи приговор и када је тужилац испунио само делимично или рђаво. У таквим ситуацијама тужени начелно није у обавези да сразмерно испуни своју обавезу, већ испуњење може одбити у целости. Ово је посебан приговор који се назива exceptio non ritae adimpleti contractus. Тужени ово право нема уколико је неиспуњени део тужиочеве обавезе незнатан, односно уколико су мане безначајне, јер би то било у супротности са начелом савесности и поштења.

## Приговор несигурности
Страна која је обећала да ће своју обавезу прва испунити може захтевати да друга страна испуни прва, или да да одговарајуће обезбеђење своје обавезе уколико:
- су се имовинске прилике друге стране накнадно нагло погоршале
- или уколико је дошло до других озбиљних промена
- или уколико су имовинске прилике већ у тренутку склапања уговора биле рђаве, а друга страна то није знала

уз непоходност да један од ова три догађаја доведе до озбиљне несигурности у то да ће бити испуњена обавеза друге стране. Ово право да се захтева испуњење или обезбеђење и поред првобитног обећања назива се приговор несигурности.